# Cyclotaenia
Cyclotaenia is een kevergeslacht uit de familie van de boktorren (Cerambycidae). De wetenschappelijke naam van het geslacht werd voor het eerst geldig gepubliceerd in 1903 door Jordan.

## Soorten
Cyclotaenia is monotypisch en omvat slechts de volgende soort:
- Cyclotaenia discus Jordan, 1903